# Senon (Mosa)
Senon és un municipi francès situat al departament del Mosa i a la regió del Gran Est. L'any 2007 tenia 301 habitants.

## Demografia

### Població
El 2007 la població de fet de Senon era de 301 persones. Hi havia 99 famílies, de les quals 20 eren unipersonals (8 homes vivint sols i 12 dones vivint soles), 25 parelles sense fills, 37 parelles amb fills i 17 famílies monoparentals amb fills.
La població ha evolucionat segons el següent gràfic:
Habitants censats

### Habitatges
El 2007 hi havia 131 habitatges, 109 eren l'habitatge principal de la família, 11 eren segones residències i 10 estaven desocupats. 128 eren cases i 3 eren apartaments. Dels 109 habitatges principals, 78 estaven ocupats pels seus propietaris, 30 estaven llogats i ocupats pels llogaters i 1 estava cedit a títol gratuït; 1 tenia una cambra, 1 en tenia dues, 7 en tenien tres, 23 en tenien quatre i 77 en tenien cinc o més. 85 habitatges disposaven pel capbaix d'una plaça de pàrquing. A 51 habitatges hi havia un automòbil i a 42 n'hi havia dos o més.

### Piràmide de població
La piràmide de població per edats i sexe el 2009 era:
| Homes | Edats   | Dones |
| ----- | ------- | ----- |
| 0     | 95 o +  | 0     |
| 0     | 90 a 94 | 0     |
| 0     | 85 a 89 | 4     |
| 4     | 80 a 84 | 4     |
| 4     | 75 a 79 | 4     |
| 4     | 70 a 74 | 8     |
| 4     | 65 a 69 | 4     |
| 8     | 60 a 64 | 8     |
| 0     | 55 a 59 | 0     |
| 8     | 50 a 54 | 4     |
| 4     | 45 a 49 | 20    |
| 4     | 40 a 44 | 4     |
| 12    | 35 a 39 | 0     |
| 8     | 30 a 34 | 8     |
| 8     | 25 a 29 | 12    |
| 12    | 20 a 24 | 4     |
| 0     | 15 a 19 | 0     |
| 8     | 10 a 14 | 4     |
| 12    | 5 a 9   | 12    |
| 12    | 0 a 4   | 4     |

## Economia
El 2007 la població en edat de treballar era de 168 persones, 117 eren actives i 51 eren inactives. De les 117 persones actives 105 estaven ocupades (63 homes i 42 dones) i 11 estaven aturades (5 homes i 6 dones). De les 51 persones inactives 9 estaven jubilades, 10 estaven estudiant i 32 estaven classificades com a «altres inactius».

### Ingressos
El 2009 a Senon hi havia 113 unitats fiscals que integraven 305,5 persones, la mediana anual d'ingressos fiscals per persona era de 15.031 €.

### Activitats econòmiques
Dels 13 establiments que hi havia el 2007, 2 eren d'empreses de fabricació d'altres productes industrials, 6 d'empreses de construcció, 2 d'empreses de comerç i reparació d'automòbils, 1 d'una empresa de transport, 1 d'una empresa immobiliària i 1 d'una empresa classificada com a «altres activitats de serveis».
L'únic servei als particulars que hi havia el 2009 era un paleta.
L'any 2000 a Senon hi havia 10 explotacions agrícoles que ocupaven un total de 1.344 hectàrees.

## Equipaments sanitaris i escolars
El 2009 hi havia una escola elemental integrada dins d'un grup escolar amb les comunes properes formant una escola dispersa.

## Poblacions properes
El següent diagrama mostra les poblacions més properes.